# سوران مامه حمه
سوران مامه حمه صحفي عراقي كان يعمل مُراسِلًا لمجلة ليفين الكردية. قتل بنيران أربعة رجال مسلحين اقتحموا منزله في رشيد آوى في ضواحي كركوك، شمال العراق في مساء 21 تموز/يوليو 2008.

## أعماله
عمل سوران مُراسِلًا في مجلة ليفين لمدة ثلاث سنوات حتى مقتله. ولطالما استهدفت هذه المجلة المستقلة الصادرة باللغة الكردية كل شهرين عدة مرات لصراحتها وكشفها النقاب عن فضائح تتورط الطبقة السياسية المحلية فيها. وفي طبعتها الأخيرة قبل واقعة الاغتيال، نشر سوران مقالاً بعنوان "الدعارة تغزو كركوك"، اتهم فيه مسؤولين اكراد بقضايا دعارة في كركوك. وهو المعروف بمقالاته الانتقادية إزاء السياسيين وتلقى عدة تهديدات بالقتل وفقاً لزملائه.

## حياته
ولد سوران في كركوك في شارع رشيد اواى. وفي كركوك درس المرحلتين الابتدائية والثانوية. عندما قتل كان يدرس في معهد الفنون الجميلة في كركوك حيث كان طالباً في قسم الموسيقى.

## اغتياله
قالت نقابة الصحفيين الكردستانيين إن سوران مامه حمه تلقى رسالة تهديد من شخص مجهول بتاريخ 15 مايو/أيار.
قُتل سوران مامه حمه بالرصاص أمام منزله في كركوك.
وفي الهاتف المحمول الذي كان سوران يستخدمه، كانت هناك رسائل اكتشف أنها من سياسي في الاتحاد الوطني الكردستاني هدده بالقتل قبل الاغتيال. وعندما طُلب من السياسي حضور جلسة استماع في المحكمة، هدد القاضي بأكثر من 100 سيارة مليئة بقوات الأمن المسلحين امام المحكمة.

## ردود الفعل
مباشرة بعد وفاة سوران، أخبر العميد في شرطة كركوك، جمال طاهر، لجنة حماية الصحفيين أن الشرطة تجري تحقيقا. وقال إن الوضع "خطير" وسيحظى "باهتمام خاص".
وحتى الآن، ظلت جريمة قتل سوران دون حل.
جزئياً رداً على عدم التحقيق في مقتل سوران، احتج آلاف الشباب والطلاب الأكراد لمدة 60 يوماً متتالية من أجل "معالجة الفساد والمحسوبية في كردستان، وإجراء إصلاحات في النظام السياسي، والتوقف عن هدر الموارد الطبيعية، والتوقف عن استخدام القوات العسكرية والأمنية لقتل المدنيين. كما دعا الشعب الحكومة الكردية إلى التوقف عن قمع وسجن الصحفيين والكتاب المستقلين". انتهت احتجاجاتهم في 18 أبريل/نيسان 2011، عندما قامت قوات الأمن بسجنهم وضربهم.
أصدر صحفيو ليفين بيانًا في 21 يوليو/تموز 2008، حملوا فيه مسؤولي حكومة إقليم كردستان المسؤولية عن مقتل سوران. وأعرب أحمد ميرا، رئيس تحرير مجلة لفين، عن رغبته في تحميل الأحزاب الكردية مسؤولية مقتل سوران لأن معظم قوات الأمن والشرطة في المنطقة من الأكراد. وقال ميرا، "يجب محاسبة الأحزاب الكردية في كركوك أولا، لأنه لم يتم إجراء أي تحقيق حتى الآن".
وقال الكاتب الكردي مريوان وريا قاني: "كان قتل هذا الشاب الكركوكي بمثابة نقطة انطلاق لعالم لم يعد فيه أي شيء طبيعي".
وقال شوان محمد، رئيس تحرير صحيفة أويني: "لقد أخذت يد قذرة هذا الشاب الكركوكي. كان مقتل سوران بداية موجة لا تزال مستمرة ولا أحد يعرف مستقبلها. وأين نتيجة لجان التحقيق التابعة للسلطة الكردية؟ 
وعلق محمد أن القتل يمكن أن يكون نقطة انطلاق لأولئك الذين يريدون عودة حكومة إقليم كردستان إلى الاستبداد، قائلاً: "أولئك الذين يقفون وراء ارتكاب هذا العمل لا يفهمون القيم الديمقراطية ويرون أن عودة حكومة إقليم كردستان إلى الاستبداد أمر طبيعي. "